# Peter Norman
Peter George Norman (15. června 1942 Melbourne – 3. října 2006 Melbourne) byl australský atlet věnující se sprintům. Získal stříbrnou medaili na letních olympijských hrách 1968 v běhu na 200 metrů (20,06 s). Tento výkon je i v roce 2015 australským rekordem.
Norman byl na stupni vítězů spolu s Johnem Carlosem a Tommie Smithem, kteří bojovali za práva černochů v USA.